# Puchar Świata w Zapasach 2019 – styl wolny mężczyzn
Zawody Pucharu Świata w 2019 roku w stylu wolnym mężczyzn rozegrane zostały w dniach 16–17 marca w Jakucku (Rosja) w hali sportowej Triumph Arena.

## Ostateczna kolejność drużynowa
| Poz. | Państwo           |
| ---- | ----------------- |
|      | Rosja             |
|      | Iran              |
|      | Stany Zjednoczone |
| 4.   | Japonia           |
| 5.   | Kuba              |
| 6.   | Mongolia          |
| 7.   | Gruzja            |
| 8.   | Turcja            |

## Wyniki

### Grupa A
| Grupa A | Grupa A |
| ------- | ------- |
| 1.      | Rosja   |
| 2.      | Japonia |
| 3.      | Kuba    |
| 4.      | Turcja  |

Wyniki:
- Rosja –  Japonia 8–2
- Rosja –  Kuba 9–1
- Rosja –  Turcja 10–0
- Japonia –  Kuba 5–5 (tech. 23–20)
- Japonia –  Turcja 8–2
- Kuba –  Turcja 6–3

### Grupa B
| Grupa B | Grupa B           |
| ------- | ----------------- |
| 1.      | Iran              |
| 2.      | Stany Zjednoczone |
| 3.      | Mongolia          |
| 4.      | Gruzja            |

Wyniki:
- Mongolia –  Iran 1–9
- Mongolia –  Stany Zjednoczone 2–8
- Mongolia –  Gruzja 5–5 (tech. 21–20)
- Iran –  Stany Zjednoczone 5–5 (tech. 21–18)
- Iran –  Gruzja 8–2
- Stany Zjednoczone –  Gruzja 7–3

### Finały
- 7–8  Turcja –  Gruzja 2–8
- 5–6  Kuba –  Mongolia 6–4
- 3–4  Japonia –  Stany Zjednoczone 4–6
- 1–2  Rosja –  Iran 9–1

### Klasyfikacja indywidualna
| Waga   |                                      |                                         |                               | 4                                     | 5                    | 6                                                 | 7                      | 8                  |
| ------ | ------------------------------------ | --------------------------------------- | ----------------------------- | ------------------------------------- | -------------------- | ------------------------------------------------- | ---------------------- | ------------------ |
| 57 kg  | Aryjan Tiutrin Muslim Sadułajew      | Alireza Sarlak                          | Zachary Sanders Zane Richards | Yūki Takahashi                        | Reineri Andreu       | Tümenbilegijn Tüwszintulag                        | Lasza Lomtadze         | Ali Karaboğa       |
| 61 kg  | Zelimchan Abakarow Ramazan Ferzaliev | Iman Sadeghikukande                     | Nicholas Megaludis            | Yūdai Fujita                          | Yowlys Bonne         | Otgonbaatar Gansukh Erdenbatyn Bechbajar          | Tornike Katamadze      | Münir Recep Aktaş  |
| 65 kg  | Gadżymurad Raszydow Wiktor Rassadin  | Morteza Ghijasi                         | Zain Retherford               | Daichi Takatani                       | Alejandro Valdés     | Batczuluuny Batmagnaj                             | Amiran Vakhtangashvili | Cengizhan Erdoğan  |
| 70 kg  | Dawid Bajew Anzor Zakuev             | Mejsam Nasiri                           | Jason Chamberlain             | Kōjirō Shiga                          | Franklin Marén       | Gandzorigijn Mandachnaran Enchbajaryn Bjambadordż | Mirza Schuluchia       | Serhat Arslan      |
| 74 kg  | Zaurbiek Sidakow Timur Biżojew       | Reza Afzali                             | Isaiah Martinez               | Yuto Miwa                             | Cristian Colombat    | Bat-Erdenijn Bjambadordż                          | Zurabi Erboconaszwili  | Nazım Kara         |
| 79 kg  | Khusey Suyunchev Magomied Ramazanow  | Modżtaba Asghari                        | Thomas Gantt                  | Yūta Abe                              | Reinier Pérez        | Bjambasürengijn Bat-Erdene                        | Dawit Chuciszwili      | Abdülkadir Özmen   |
| 86 kg  | Dauren Kuruglijew Władisław Walijew  | Mersad Marghzari                        | Samuel Brooks                 | Sōsuke Takatani                       | Yurieski Torreblanca | Orgodolyn Üjtümen                                 | Tarzan Maisuradze      | Fatih Erdin        |
| 92 kg  | Magomied Kurbanow Alichan Żabraiłow  | Hosejn Szahbazi Mohammaddżawad Ebrahimi | Hayden Zillmer                | Atsushi Matsumoto                     | Lázaro Hernández     | Baasancogtyn Öldzijsajchan                        | Dawit Marsagiszwili    | Süleyman Karadeniz |
| 97 kg  | Władisław Bajcajew Rasuł Magomiedow  | Alireza Gudarzi Ali Szabanibengar       | Kyven Gadson                  | Naoya Akaguma                         | Reineris Salas       | Luwsandordżijn Törtogtoch Öldzijsajchany Batdzul  | Mamuka Kordzaia        | Ali Bönceoğlu      |
| 125 kg | Zielimchan Chizrijew Pawieł Kriwcow  | Komejl Ghasemi Amin Taheri              | Anthony Nelson                | Nobuyoshi Arakida Katsutoshi Kanazawa | Óscar Pino           | Dordżchandyn Chüderbulag Mönchtörijn Lchagwagerel | Rolandi Andriadze      | Abdullah Omaç      |